# كأس سلوفينيا 2006–07
كأس سلوفينيا 2006–07 هو موسم من كأس سلوفينيا. كان عدد الأندية المشاركة فيه 31، وفاز فيه نادي كوبر.